# Tomohiro Wanami
Tomohiro Wanami (和波 智広 Wanami Tomohiro?), född 27 april 1980 i Mie prefektur, är en japansk före detta fotbollsspelare.
Wanami började sin karriär 1999 i Bellmare Hiratsuka (Shonan Bellmare). 2001 flyttade han till Consadole Sapporo. 2004 blev han utlånad till Vissel Kobe. Han avslutade karriären 2007.